# Mychajliwka (rejon roweńkowski)
Mychajliwka (ukr. Михайлівка) – osiedle na Ukrainie, w obwodzie ługańskim, w faktycznie niefunkcjonującym rejonie roweńkowskim, od 2014 pod kontrolą marionetkowej, zależnej od Rosji Ługańskiej Republiki Ludowej. W 2001 liczyło 3259 mieszkańców, spośród których 641 wskazało jako ojczysty język ukraiński, 2612 rosyjski, 3 białoruski, 1 niemiecki, a 1 osoba się nie zadeklarowała.